# Dr Who wśród Daleków
Dr Who wśród Daleków (org. Dr. Who and the Daleks) – brytyjski film science-fiction z 1965 roku, wyreżyserowany przez Gordona Flemynga i napisany przez Terry'ego Nationa i Miltona Subotsky'ego. Fabuła filmu bardzo silnie opiera się na brytyjskim serialu science-fiction pt. Doktor Who. Jest to pierwszy z dwóch filmów tego reżysera nakręconych w latach 60. XX wieku, który jest związany z tym serialem. Film przedstawia Petera Cushinga w roli doktora Who, Robertę Tovey w roli Susan, Jennie Linden w roli Barbary i Roya Castle'a w roli Iana.
Fabuła filmu opiera się na siedmioodcinkowej historii Doktora Who pod tytułem The Daleks. Był również pierwszą produkcją związaną z Doktorem Who, nakręconą w technikolorze i w formacie panoramicznym.
Postać doktora, głównego protagonisty filmu (jak i jego kontynuacji), nie jest uznawana za kanoniczne wcielenie serialowej wersji Doktora, głównie ze względu na istotne zmiany wprowadzone w filmach. Doktor Cushinga jest ekscentrycznym wynalazcą o nazwisku Who, który zbudował swoją TARDIS, podczas gdy serialowy Doktor jest obcym z kosmosu, który ukradł swoją TARDIS. Dodatkowo w filmie wprowadzono także zmiany względem innych postaci, m.in. Barbara w filmie jest wnuczką głównego protagonisty, a nie nauczycielką Susan.
W Polsce film ten został wyemitowany po raz pierwszy 6 października 1979 roku w Programie I Telewizji Polskiej.

## Fabuła
Dr Who i jego wnuczki - Susan i Barbara, pokazują chłopakowi Barbary - Ianowi najnowszy z wynalazków doktora - wehikuł czasu nazwany TARDIS. Gdy Ian niechcący uruchamia maszynę, ta zabiera bohaterów do skamieniałej dżungli. Ian i Barbara chcą wracać do Londynu, ale okazuje się to niemożliwe, bo doktor stwierdza, że nie ma wystarczającej ilości płynu niezbędnego TARDIS by wysłać podróżników do domu. W tym czasie ktoś podrzuca pod drzwi maszyny pudełko z fiolkami z nieznaną zawartością. Bohaterowie nie mają wyjścia i decydują się na poszukanie odpowiedniego składnika płynu w mieście nieopodal. Po krótkich poszukiwaniach zaczynają źle się czuć, a wkrótce okazuje się, że planeta na której się znaleźli jest skażona przez promieniowanie i doktor odkrywa, że złe samopoczucie jest pierwszym objawem choroby popromiennej. W tym momencie pojawiają się Dalekowie i więżą podróżników.
Okazuje się, że bohaterowie trafili do świata zniszczonego przez wojnę nuklearną pomiędzy rasą Thalów i Daleków. W rezultacie wojny, Dalekowie, zmutowani przez promieniowanie, zamknęli się w zbrojach i wycofali do swego miasta, podczas gdy humoidalna rasa Thal przetrwała dzięki odpowiednim lekom. Dalekowie są zdeterminowani, by stać się rasą dominującą na planecie i szukają sposobu na to by móc opuścić swoje miasto i zniszczyć pozostałych przy życiu Thalów.

## Obsada
- Peter Cushing – dr Who
- Roy Castle – Ian Chesterton
- Jennie Linden – Barbara Wright
- Roberta Tovey – Susan Foreman
- Barrie Ingham – Alydon
- Michael Coles – Ganatus
- Yvonne Antrobus – Dyoni
- Geoffrey Toone – Temmosus
- John Bown – Antodus
- Mark Petersen – Elyon
- Michelle Scott – młody Thal (niewymieniony w czołówce)
- Ken Garady, Nicholas Head, Michael Lennox, Jack Waters, Virginia Tyler, Jane Lumb, Bruce Wells, Martin Grace, Sharon Young i Gary Wyler – Thalowie (niewymienieni w czołówce)
- Bruno Castagnoli, Michael Dillon, Brian Hands, Robert Jewell, Kevin Manser, Eric McKay, Len Saunders i Gerald Taylor – operatorzy Daleków
- David Graham i Peter Hawkins – głosy Daleków (niewymienieni w czołówce)

## Produkcja
- W 1995 roku wyprodukowano film dokumentalny pt. Dalekomania opowiadający o filmie i jego seqelu. Można w nim dowiedzieć się o kulisach produkcji[4].
- Początkowo Dalekowie mieli być uzbrojeni w miotacze ognia, ale ze względów bezpieczeństwa i z obawy, że mogą być zbyt przerażające, zostały zastąpione przez emitery dymu. Miotacze ognia zostały później zainstalowane w Dalekach, które pojawiły się w odcinku The Daleks' Master Plan - 21. odcinku serialu Doktor Who, nadanego w 1965 roku.
- Wygląd Daleków został odrobinę zmieniony w stosunku do ich telewizyjnej wersji. Modele Daleków w filmie są wyższe niż ich telewizyjna wersja, mają szersze podstawy, a zamiast przepychacza mają mechaniczne kleszcze. Modele te później zostały wynajęte przez BBC i wykorzystane w serialu, w odcinku The Chase (film można było obejrzeć w momencie gdy odcinek The Chase został już wyemitowany przez telewizję).
- Podkład muzyczny z filmu został wydany przez Silva Screen Records na płycie pod tytułem Dr. Who & the Daleks.